# Herman Daled
Herman J. Daled (né à Bruges le 12 juin 1930 et mort à Ixelles le 8 novembre 2020,) est un radiologue et collectionneur (préférant le terme de collecteur) belge, situé à Bruxelles, spécialiste d'art conceptuel (Daniel Buren, ...).

## Biographie
Il nait et grandit dans un milieu artistique et devient radiologue dans un service de cancérologie, influencé par le prix Nobel de médecine Albert Claude pour ses choix artistiques , il devient le plus grand collectionneur de Marcel Broodthaers avec son épouse, Nicole Daled-Verstraeten, à partir des années 1960 et de Jacques Charlier, Richard Long, Marcel Broodthaers, Niele Toroni, On Kawara, Dan Graham, James Lee Byars (en), Sol LeWitt, Vito Acconci
En 2011, il vend une partie de sa collection au MoMA,.
Herman Daled a publié plusieurs livres d'artistes, tel que Rebondissements de Daniel Buren ou autour du domaine de l'art, tel que Contrat de première cession d’œuvre, écrit par le marchand d'art Seth Siegelaub et l'avocat Robert Projansky.

## Œuvres
- Wiels !, Centrum voor Hedendaagse Kunst, 2003 (ISBN 978-90-76979-17-5, OCLC 901171117).
- L'Imagerie du contenu pelvien, 1988 (ISBN 978-2-9502881-0-3, OCLC 19002910).

### Documents
- La Collection qui n'existait pas, documentaire cinématographique de Joachim Olender, 93 minutes, 2014[11],[12].
- (en) Daled : a bit of matter and a little bit more : the collection and archives of Herman and Nicole Daled 1966-1978 ; [on the occasion of the exhibition: "Less is More. Pictures, Objects, Concepts from the collection and the archives of Herman and Nicole Daled 1966-1978", 30 April - 25 July 2010, Haus der Kunst, Munich], München, Haus der Kunst, 2010, 454 p. (ISBN 978-3-86560-763-8, OCLC 650204785).
- (en) The Herman and Nicole Daled papers. 1961-2011 archives de documents, (OCLC 848920292).
- (en) Conception : conceptual documents 1968 to 1972 …, Birmingham, Norwich : Norwich Gallery, Norwich School of Art and Design, 2002, 168 p. (ISBN 978-1-873352-38-0, OCLC 500988523).
- (en) Sophie Richard, Unconcealed, the International Network of Conceptual Artists 1967-77 : Dealers, Exhibitions and Public Collections, Londres, Ridinghouse (en), 2009, 511 p. (ISBN 978-1-905464-17-3, OCLC 320926233).
- Robert Askenasi, Médecins méconnus, Hommes célèbres : Médecine au quotidien, Cork, Primento Digital Publishing, 2015 (lire en ligne).